# Knut Wicksell
Knut Wicksell (Stockholm, 1851. december 20. – Stocksund, Stockholm mellett, 1926. május 3.) svéd közgazdász, a neoklasszikus irányzat egyik kiemelkedő képviselője. A határtermelékenységen alapuló jövedelemelosztás, a pénz-, az adó- és cikluselmélet terén alkotott maradandót. Vizsgálódásait tanítványai, elsősorban Lindahl és Myrdal fejlesztették tovább, akikből kialakult a közgazdaságtan híres stockholmi iskolája az 1930-as évektől kezdődően.

## Életrajza

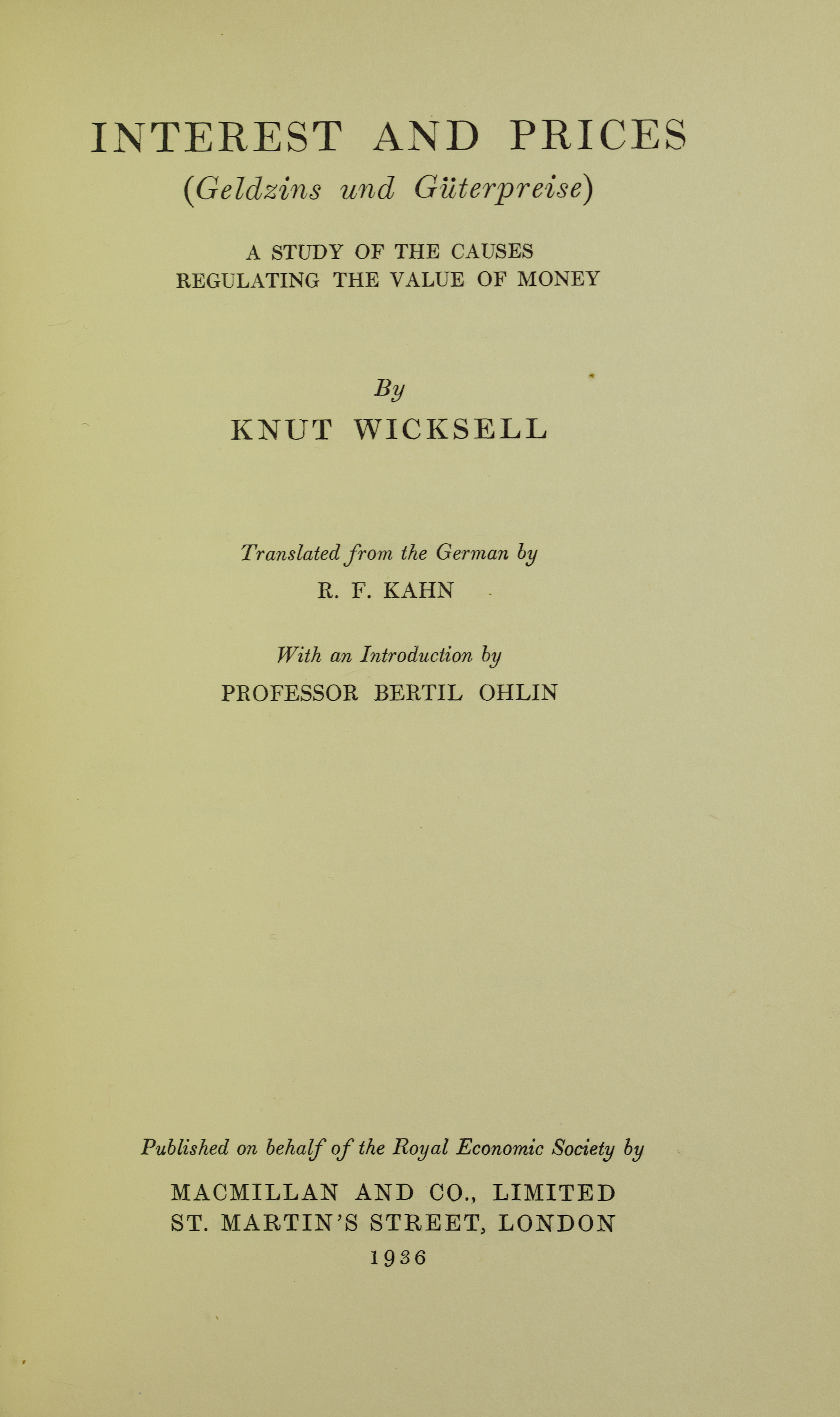
Geldzins und Güterpreise, 1936

Wicksell apja viszonylag sikeres üzletember és ingatlan bróker volt. Így gyermekként nem kellett nélkülöznie, bár szüleit korán elveszítette. Anyja meghalt, amikor még csak hatéves volt, apját akkor temették el, amikor a fiatal Knut még csak tizenöt éves volt. Apjától örökölt jelentős birtoka lehetővé tette, hogy egyetemi tanulmányokat kezdjen 1869-től az Uppsalai Egyetemen, ahol matematikát és filozófiát hallgatott. 1885-ben doktorált matematikából. 1887-ben tanulmányi ösztöndíjat kapott és Bécsben közgazdaságtant hallgatott Carl Mengernél. Az elkövetkező években érdeklődése a társadalomtudományok, s különösen a közgazdaságtudomány felé fordult. Az uppsalai egyetem tanáraként a munkásosztályról hangoztatott véleményével keltett figyelmet. Egy előadásán elítélte a részegeskedést és a prostitúciót, mert elidegenedést, lealacsonyodást és elszegényedést okoznak. Ámbár néha szocialistának tartották, az előbbi problémák megoldására tett javaslata a születésszabályozás bevezetésére, határozottan malthusiánus volt, s ezt élete végéig fenntartotta. Bár új ötletei keltettek némi figyelmet, első közgazdasági munkája – az „Über Wert, Kapital und Rente” –, ami 1892-ben jelent meg, jórészt jelentéktelen érdeklődést váltott ki. 
1896-ban kiadott műve – ”Finanztheorische Untersuchungen nebst Darstellung und Steuerwesen Schwedens” –, ami a határelemzést használta a progresszív adózás, a közjavakkal való gazdálkodás és a közérdek más aspektusokból történő vizsgálatában, már komolyabb visszhangot keltett. Wicksell 1887-ben élettársi kapcsolatot létesített Anna Bugge-vel, bár publikációiból és rendhagyó helyzetében nehezen tudta eltartani a családját. A közgazdaságtan Svédországban ebben az időben a jogi oktatás része volt és Wicksell addig nem tudott elnyerni egy professzori katedrát, amíg nem szerzett jogból is tudományos fokozatot. Ezért visszatért az uppsalai egyetemre, ahol a négyéves képzést két év alatt teljesítette és azután 1899-ben ugyanott egy kisegítő tanári állást kapott. A lundi egyetemen a következő évben már főállású tanár, ahol aztán 1904-ben a közgazdasági tanszék vezetője lett. Itt írta később a legnagyobb hatást keltő műveit.
Egy 1908-ban tartott előadása után – amiben a „szeplőtelen fogantatás” vallási tézist kigúnyolta – bűnösnek találták istenkáromlásban és két hónapra bebörtönözték. Nyolc évvel később, 1916-ban lemondott a lundi egyetemen betöltött állásáról és Stockholmban lett a kormány tanácsadója pénz- és bankügyekben. Itt lettek tanítványai, a később, stockholmi iskolaként híressé vált irányzat képviselő, mint Bertyl Ohlin vagy Gunnar Myrdal. De tanította a fiatal Dag Hammarskjöld-öt, a leendő ENSZ főtitkárt is.

## Közgazdasági nézetei
Wicksell a határhaszon-elmélet híve volt. Ezen az elméleti alapon igyekezett a pénz- és árelméletet integrálni, s ezáltal megtalálni a kapcsolatot a pénz- és reálszféra között. Kísérletet tett Böhm-Bawerk kamatelméletének a matematikai módszer segítségével történő továbbfejlesztésére. A Say-dogma korlátlan érvényesülését tagadta, mivel árunak árura való cseréjét árunak pénzre, pénznek árura való cseréje közvetíti, s az össz-pénzkereslet pedig eltérhet az áruk össz-kínálatától. A gazdasági válságot nézete szerint így a monetáris egyensúly megbomlása okozza, ezért az szerinte helyes pénzügyi politikával elkerülhető. Figyelme a leírtak miatt az árszínvonal alakulására irányult, mert úgy vélte, hogy az árszínvonal is – hasonlóan az egyes áruk árának változásához – azért változik, mert az összkereslet eltér az össz-kínálattól. Vizsgálódásai emiatt annak a kérdésnek a megválaszolására irányultak, hogy mi okból múlja felül adott körülmények között az áruk iránti pénzbeni kereslet az áruk kínálatát, vagy marad el tőle. Wicksell választ keresett arra, hogy miként kerül a megnövekedett pénzmennyiség a forgalomba, illetve miért csökken a forgalomban levő pénz mennyisége, a pénzügyi szférában végbemenő változások milyen mozgásokat idéznek elő a reálfolyamatokban, amiknek eredményeként azután az árszínvonal megváltozik.
Wicksell magyarázata a jelenségre a következő:
A halmozódástól mentes társadalmi termelés két részből: fogyasztási javak és beruházási javak termeléséből áll. A termelés során keletkező jövedelmeket részben fogyasztási javak vásárlására fordítják, részben pedig megtakarítják. Miután minden pénzjövedelemmel megfelelő nagyságú áruérték áll szemben, a jövedelem egy részének a megtakarítása Wicksellnél azt jelenti, hogy általa termelési tényezők szabadulnak fel a fogyasztási javak termeléséből, a termelési eszközök termelése számára. A megtakarítások a bankok közvetítésével jutnak el a vállalkozókhoz, akik azokat hitelfelvétel révén tudják a termelési tényezők megvásárlására fordítani. A vállalkozók hitelfelvételi hajlandóságát a beruházások határtermelékenységének – ezt nevezi Wicksell természetes kamatlábnak – és a hitelek kamatlábának – Wicksellnél ez a piaci kamatláb – a viszonya befolyásolja. A vállalkozók mindaddig hajlandóak hitelt felvenni a bankoktól, amíg a várható természetes kamatláb magasabb, mint a piaci kamatláb. Így a kamatláb mozgása valósítja meg a megtakarítás és a beruházás, a hitelkínálat és a hitelkereslet egyensúlyát.
Wicksell az így létrejött monetáris egyensúlyt három lényeges tulajdonsággal jellemzi:
1. A természetes kamatlábat a tőke határtermelékenysége határozza meg. Monetáris egyensúlyban a beruházások révén létrejött új tőkék határtermelékenységével megegyezik a piaci kamatláb.
2. A természetes kamatlábnál a kölcsöntőke utáni kereslet beruházás céljából éppen megfelel a kölcsöntőke kínálatának, a beruházás és a megtakarítás egyensúlyban vannak, s ez lényegében az újratermelés egyensúlyát tükrözi.
3. A pénzügyi egyensúlyt a kamatmechanizmus létrehozza, ha a bankok csak a megtakarítás keretein belül bocsátanak ki hitelt, azaz ezáltal a pénz semleges marad az áralakulást illetően.

A monetáris egyensúlyi állapot felbomlása viszont felborítja az újratermelés egyensúlyát. Ha a bankok a megtakarításon túlmenően is bocsátanak ki hitelt beruházás céljára, a kereslet megnő a nyersanyagok és a munkaerő iránt, a munkaerőnek juttatott jövedelmen keresztül a fogyasztási cikkek iránt, a beruházás viszont csak egy későbbi időpontban tudja a termelést növelni. Azaz az összkereslet a beruházás révén a jelenben növekszik, a kínálat viszont csak a beruházás termelésbe állítása után. Ezen időszakban, akik megtakarítanak, többet adnak el, mint amennyit vásárolnak. De miért bomlik meg a monetáris egyensúly? Wicksell szerint ehhez egy külső ok szükséges. Például a technikai haladás révén megnő a tőke határtermelékenysége, ezáltal a természetes kamatláb a piaci kamatláb fölé emelkedik. A vállalkozóknak megéri hitelt felvenni beruházások megvalósításához. A modern bankrendszer a növekvő hitelkeresletet a megtakarításokon túlmenően is kielégíti. Ezzel azonban megakadályozza, hogy a kamatmechanizmus helyreállítsa a pénzügyi egyensúlyt a természetes és a piaci kamatláb közötti különbség kiegyenlítésével. Mivel Wicksell a teljes foglalkoztatást tekinti a tőkés gazdaság normális állapotának, ezért ábrázolásában a vállalkozók fölös termelési tényezők hiányában a megtakarításokat meghaladó beruházásokhoz a fogyasztási javak termeléséből igyekeznek termelési tényezőket átcsábítani magasabb jövedelmet ígérve. Ennek következtében a termelési eszközök termelése megnő, nő az ott foglalkoztatottak száma és jövedelme, azoké, akik már a jelenben fogyasztási keresletet támasztanak anélkül, hogy árut vinnének a piacra. 
A fogyasztási javak kereslete felülmúlja kínálatukat, a fogyasztási cikkek árszínvonala emelkedik. Tehát a termelés struktúrájának eltolódása a termelési eszközök javára váltja ki a túlkeresletet a fogyasztási javak piacán, ami felhajtja a fogyasztási javak árát, s ez pedig egyrészt kényszer-megtakarításra, másrészt újabb beruházásokra ösztönöz, mivel a növekvő árszint a vállalkozókban – a beruházások profitkilátásainak egyre kedvezőbbé válása miatt – optimista várakozásokat kelt. A vállalkozók fokozzák beruházásaikat. A termelés eltolódik a beruházási eszközök javára. A fogyasztási javak árszintje egyre emelkedik, ami növeli a beruházás profitkilátásait. A fellendülés így egy önmagát erősítő kumulatív folyamatot eredményez, ami mindaddig tart, amíg a természetes kamatláb meghaladja a piaci kamatlábat. Wicksellnél azonban a tőkejavak termelése csak a tényleges megtakarítás eredményeként nőhet. Tehát a társadalom által szándékolt megtakarítás a fogyasztási javak áremelkedése folytán bekövetkező kényszer-megtakarítással együtt teszi lehetővé a beruházások növekedését. A bankok tartalékainak kimerülése odavezet, hogy a piaci kamatlábat a természetes kamatláb szintjére emelik, s így újra létrejön a pénzügyi egyensúly, az árszínvonal a korábbinál magasabb szinten megállapodik. 
A kumulatív folyamat, azaz a dekonjunktúra fordított irányban játszódik le, ha a természetes kamatláb a piaci kamatláb alá csökken. Ez bekövetkezik, amikor a bankok a piaci kamatlábat felemelték és a beruházások beértek. Ekkor a reáltőke természetes akkumulációja eredményeként a természetes kamatláb a piaci kamatláb alá csökken. Azaz a beruházások révén a kínálat már oly mértékben megnő, hogy a tőke határtermelékenysége a piaci kamatláb szerinti hitelkamat megfizetését nem teszi lehetővé. A vállalkozók csökkentik a termelési eszközök termelését, csökken a termelési eszközök termeléséhez szükséges termelési tényezők kereslete, s ezáltal az itt keletkező jövedelem, következésképpen a fogyasztási javak kereslete. A fogyasztási javak árszínvonala csökken, és így tovább. De az árszínvonal csökkenésének folyamatát Wicksell csak vázlatosan dolgozta ki. Ezt mutatja, hogy nála a tényezőárak mozgása a kedvezőtlen konjunktúrában is biztosítja a teljes foglalkoztatást, mivel a termelési tényezők szerinte visszaáramlanak a fogyasztási javak termelésébe. A hanyatlásnak szerinte az vet véget, hogy vagy egy újabb technikai haladás megnöveli a tőke határtermelékenységét és ezáltal a természetes kamatláb újra a piaci kamatláb fölé emelkedik, vagy a bankok csökkentik a piaci kamatlábat a természetes kamatláb alá, mivel a felhalmozódott megtakarításokat a bankok csak alacsonyabb hitelkamatok mellett tudják kihelyezni. Wicksell szerint így éppen az árszínvonalnak a mozgása hozza létre a kapcsolatot a banktartalékokra gyakorolt hatásán keresztül a piaci kamatláb és a természetes kamatláb között, s igazítja a piaci kamatlábat a természetes kamatlábhoz.
Wicksell elméletét a stockholmi iskola képviselői, főleg Lindahl és Myrdal finomították tovább, a kumulatív folyamatok elemzésével teljes és részleges foglalkoztatás mellett, amikor a termelékenység csak a tőkejavak, vagy csak a fogyasztási javak termelésében változik. Gondolatmenetének megállapításait felhasználta F. A. von Hayek és L. Mises, valamint J. M. Keynes is.

## Wicksell elméletének kritikája
Wicksell az árszínvonal változását a termelési eszközök és fogyasztási javak termelése közötti arány változásából vezette le, s ezzel túllépett a pénztári egyensúly-elmélet által adott magyarázaton, mely szerint a rendelkezésre álló és a tartani kívánt pénzmennyiség viszonyának változása alakítja az árszínvonalat. De elmélete végső soron a bankokat teszi felelőssé kritikusai szerint az árszínvonal ciklikus mozgásáért. Azt képzeli, hogy a központi bank kamat-, illetve diszkontpolitikája egyaránt alkalmas megállítani és megfordítani mind az inflációs, mind a deflációs folyamatot. A marxista közgazdászok szerint Wicksell felcserélte a tényleges oksági összefüggéseket, amikor azt állítja, hogy a fellendülés megtörését a hitel hiánya váltja ki. Marx szerint ugyanis a kereskedelmi hitel – azaz a szállítók által a vevőknek nyújtott hosszabb fizetési határidők – a fellendüléssel együtt növekszik és akkor szorul vissza a bankhitellel szemben, amikor az újratermelés akadozik. Wicksell koncepcióját, mely szerint a kamatláb szabályozza a megtakarítást és a beruházást, Keynes is bírálta, aki a pénzbérek viszonylagos merevségében látja az árszínvonal viszonylagos stabilitásának alapját.
Wicksell még bízott abban, hogy a tényező árak mozgása biztosítja a teljes foglalkoztatást, s a termelés volumene mind a fellendülés, mind a hanyatlás idején változatlan marad, csupán szerkezete változik. Ma már tudjuk, hogy a gazdaságtörténet ezt a feltételezést megcáfolta. A bírálatnak elméletével szemben van egy szintén megalapozottnak mondható megállapítása, mely szerint a wickselli koncepcióban a tőke mérhetőségével kapcsolatos logikai okfejtés hibás. A tőke határtermelékenységét a határtermelékenységi elmélet csak a piaci árak segítségével tudja kifejezni. Az így megállapított természetes kamatlábhoz kellene a piaci kamatlábnak igazodnia. A piaci kamatláb azonban befolyásolja az árakat, s ezen keresztül a természetes kamatlábat. Vagyis a koncepció tautológián alapul.

## Főbb művei
- Über Wert, Kapital und Rente (1893)
- Finanztheorische Untersuchungen nebst Darstellung und Steuerwesen Schwedens (1896)
- Geldzins und Güterpreise bestimmenden Ursachen (1898)
- Interest and Prices. (1936)
- Vorlesungen über Nationalökonomie.